# Mutímero da Sérvia
Mutímero (em grego: Μουντιμῆρος; romaniz.: Moutimeros; em latim: Muntimerus; em sérvio: Мутимир; romaniz.: Mutimir), mas também conhecido como Mutímero Filho de Blastímero (em sérvio: Мутимир Властимировић; romaniz.: Mutimir Vlastimirović), foi príncipe da Sérvia de ca. 850 até 891. Era o filho mais velho de Blastímero, tataraneto do Arconte Desconhecido que uniu as tribos sérvias num Estado. Ele inicialmente governou com seus irmãos, mas revoltaram-se contra ele e Mutímero exilou-os à Bulgária, com garantias de paz. Ele derrotou um exército búlgaro, aliou-se com o Império Bizantino e governou o Principado da Sérvia quando a cristianização dos sérvios ocorreu e a Eparquia de Ráscia foi estabelecida.

## Antecedentes
Pensa-se que a rápida expansão dos búlgaros sobre os eslavos no sul compeliu os sérvios a unirem-se num Estado. Sabe-se que sérvios e búlgaros viveram em paz até a invasão de 839 (nos últimos anos do imperador Teófilo). Blastímero uniu várias tribos sérvias, Teófilo (r. 829–842) conferiu-lhes independência e eles reconheceram sua suserania nominal. A Macedônia Ocidental foi anexada pelos búlgaros e mudou a situação política, com Malamir (r. 831–836) ou Presiano I (r. 836–852) vendo a consolidação sérvia como uma ameaça, e optou por subjugá-los mediante a conquista dos territórios eslavos.
Presiano invadiu a Sérvia em 839. A invasão virou uma guerra de três anos, mas Blastímero foi vitorioso; Presiano não teve nenhum ganho territorial, mas foi pesadamente derrotado e perdeu seus homens. A guerra terminou com a morte de Teófilo em 842, que libertou Blastímero de suas obrigações com o Império Bizantino. Blastímero expandiu-se a oeste, tomando o sul da Bósnia e nordeste de Herzegovina,

## Vida
Ele morreu entre 845-850 e seu governo foi dividido entre seus filhos Mutímero, Estrímero e Ginico; governaram juntos, mas Mutímero tinha controle supremo. Em 853 ou 854, o exército de Vladimir, filho de Bóris I (r. 852–889), invadiu a Sérvia numa tentativa de vingar-se pela derrota anterior. Os sérvios sob os irmãos derrotaram os búlgaros, capturando Vladimir e 12 grandes boilados (altos dignitários). Bóris e Mutímero concordaram com a paz e ele deu seus filhos Brano e Estêvão como reféns para garantir-lhe passagem segura à fronteira da Ráscia; parece que eles trocaram presentes e seus filhos e então concluíram um tratado de paz; os presentes dados por Bóris a Mutímero foram dois escravos, dois falcões, dois cachorros e 80 peles.
Um conflito interno entre os irmãos fez com que Mutímero banisse seus irmãos à corte búlgara; A origem dessa disputa é desconhecido, embora é sugerido que foi resultado de uma traição. Mutímero não exilou todos os seus familiares, mantendo seu sobrinho Pedro, filho de Ginico, na corte sérvia por razões políticas, embora Pedro mais tarde temeu o destino de seu pai e escapou à Croácia. Mutímero enviou emissários ao imperador Basílio I, o Macedônio (r. 867–886), pedindo batismo a suas terras e colocou a Sérvia sob suserania do Império Bizantino. Em 873, recebeu uma carta do papa João VIII solicitando que seu país fosse subordinado ao bispado metropolitano de Sírmio. Mutímero morreu em 891 e foi sucedido por seu filho mais velho, Blastímero.

### Cristianização

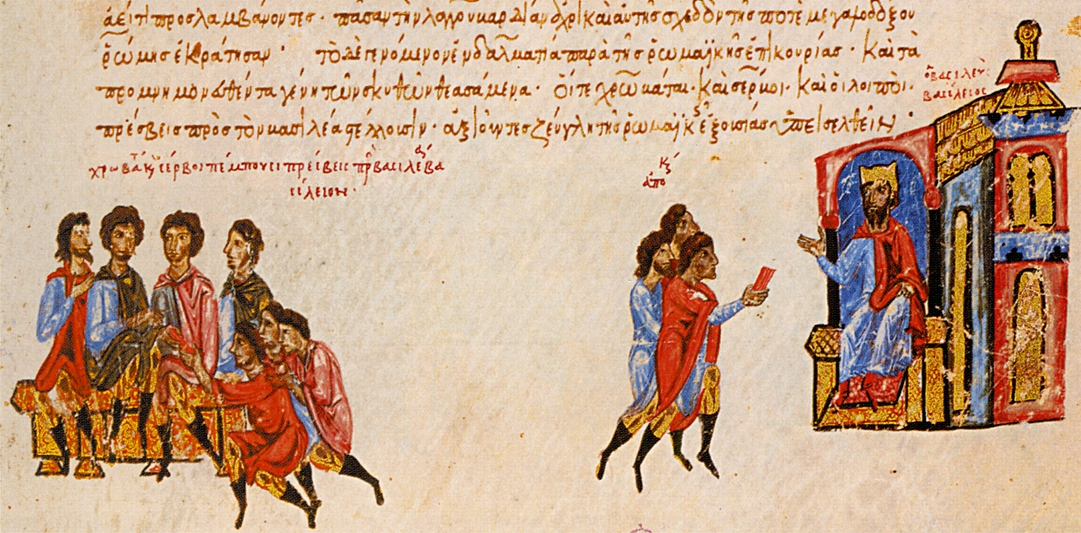
Delegação de croatas e sérvios ao imperador r.. Iluminura do Escilitzes de Madri

Os sérvios foram batizados por missionários enviados por Basílio após Mutímero reconhecê-lo como suserano, que também pode ter enviado bispo. A cristianização em partes ocorreu sob influência bizantina e então búlgara, mas é importante notar que ao menos no reinado de Gozilo da Panônia (r. 861–874), comunicações entre a Sérvia e a Grande Morávia devem ter sido possíveis. O papa provavelmente estava ciente disso quando quis que a diocese de Metódio englobasse a costa dálmata, que estava em mãos bizantinas até tão longe quanto Espalatro. É possível que alguns pupilos cirilo-metodistas alcançaram a Sérvia na década de 870, talvez inclusive enviados por Metódio, e a Sérvia é registrada como cristão nesse período. Outra evidência da identidade cristã está na tradição de nomes teofóricos na geração seguinte da realeza sérvia; Pedro, Paulo e Estêvão são também caracteristicamente bizantinos.
O primeiro bispado sérvio foi fundado em Ras, próximo da moderna Novi Pazar no rio Ibar. Sua afiliação inicial é desconhecida, podendo ter ficado sob subordinação de Espalatro ou Dirráquio, ambas bizantinas. A Igreja dos Santos Apóstolos Pedro e Paulo em Ras pode ser datada do século IX/X, com o plano rotundo característico das primeiras capelas cortesãs. O bispado foi estabelecido logo após 871, durante o governo de Mutímero, e fez parte do plano geral de estabelecer bispados nas terras sérvias do império, confirmado pelo Quarto Concílio de Constantinopla em 879–880.